# Pozitivní operátor
Pozitivní operátor nebo pozitivně semidefinitní operátor je v matematice označení pro takový omezený operátor {\displaystyle A} na Hilbertově prostoru {\displaystyle {\mathcal {H}}} (obecněji prostoru se skalárním součinem), který splňuje: {\displaystyle \langle Ax,x\rangle \geq 0,\ \forall x\in {\mathcal {H}}}.

## Pozitivní vs. pozitivně definitní operátory
Často je třeba odlišit speciální třídu pozitivních operátorů, tzv. pozitivně definitní operátory, což jsou pozitivní operátory, které navíc jsou prosté, neboli nesingulární. Pozitivní, resp. pozitivně definitní operátory jsou jakousi analogií nezáporných, resp. kladných reálných čísel v prostoru operátorů. To lze ilustrovat následujícími ekvivalencemi.
- Ekvivalence pro pozitivní operátory. Tato tvrzení jsou ekvivalentní

1. {\displaystyle A} je pozitivní operátor.
2. Vlastní čísla {\displaystyle A} jsou nezáporná.
3. Existuje omezený operátor {\displaystyle S} takový, že: {\displaystyle S^{*}S=A}, kde {\displaystyle S^{*}} značí sdružený operátor.
4. Existuje Hermitovský operátor {\displaystyle T} takový, že {\displaystyle T^{2}=A}.

- Ekvivalence pro pozitivně definitní operátory. Tato tvrzení jsou též ekvivalentní

1. {\displaystyle A} je pozitivně-definitní operátor.
2. Vlastní čísla {\displaystyle A} jsou kladná.
3. Existuje nesinguálrní omezený operátor {\displaystyle S} takový, že: {\displaystyle S^{*}S=A}, kde {\displaystyle S^{*}} značí sdružený operátor.
4. Existuje nesingulární Hermitovský operátor {\displaystyle T} takový, že {\displaystyle T^{2}=A}.
5. {\displaystyle \langle Ax,x\rangle >0\ \forall x\in {\mathcal {H}}}

Vlastnosti 3. a 4. u první ekvivalence jsou analogiemi těchto vlastností nezáporných čísel: 3.) Součin komplexně sdružených čísel je nezáporné číslo. 4.) Nezáporná čísla lze odmocňovat, tak že výsledek je reálný.

## Další vlastnosti
- Každý pozitivní operátor je Hermitovský, má tedy všechny vlastnosti Hermitovských operátorů.
- V konečné dimenzi je pozitivní, resp. pozitivně-definitní operátor reprezentovatelný pozitivně-semidefinitní resp. pozitivně-definitní maticí.
- Pozitivně-definitní operátor {\displaystyle A} definuje nový skalární součin {\displaystyle \langle \cdot ,\cdot \rangle _{A}} takto: {\displaystyle \langle x,y\rangle _{A}=\langle Ax,y\rangle }, kde {\displaystyle \langle \cdot ,\cdot \rangle } je původní skalární součin daného Hilbertova prostoru.